# Stiška palača
Stiška palača (slov. Stiški dvorec) je zgrada na Starom trgu br. 34 u Ljubljani.
Sagrađena je kao rezidencija opata samostana Stična 1628. – 1630. godine. U kasnijem je vremenu više puta obnovljena. Pročelje je rađeno prema nacrtima Johanna Georga Schmidta u 18. stoljeću.
Od 1830. u palači je bio smješten okružni sud, a danas je tu glazbena akademija.